# All-Star Game da NBA de 2011
O All-Star Game da NBA de 2011 foi uma partida de exibição de basquete que ocorreu em 20 de fevereiro de 2011, durante a temporada da NBA de 2010-11. Foi a 60ª edição do All-Star Game, realizada no Staples Center em Los Angeles, casa dos Los Angeles Clippers e dos Los Angeles Lakers. A Conferência Oeste venceu a Conferência Leste por 148–143. Kobe Bryant foi nomeado o MVP do All-Star Game.
Os Clippers e os Lakers foram premiados com o All-Star Game em um anúncio feito pelo comissário David Stern em 9 de junho de 2009. Esta foi a segunda vez que o Staples Center sediou o All-Star Game; a arena já havia sediado o evento em 2004. Esta foi a quinta vez que Los Angeles sediou o All-Star Game; antes da abertura do Staples Center em 1999, a cidade já havia sediado o evento em 1963, 1972 e 1983. Rihanna, Kanye West e Drake foram os artistas do show do intervalo, enquanto Keri Hilson, Lenny Kravitz e Bruno Mars foram as atrações para as festividades do pré-show.

## All-Star Game

### Treinadores
Os treinadores do All-Star Game são os técnicos principais das equipes com o melhor percentual de vitórias em cada conferência até os jogos de 6 de fevereiro, duas semanas antes do evento. No entanto, uma regra da NBA também proíbe que um treinador seja selecionado para jogos consecutivos do All-Star Game, mesmo que sua equipe tenha novamente o melhor recorde da conferência. Como George Karl e Stan Van Gundy treinaram no All-Star Game de 2010, eles não eram elegíveis para a seleção.
O treinador da equipe da Conferência Oeste foi Gregg Popovich, técnico do San Antonio Spurs. Esta foi a segunda vez que Popovich foi selecionado, após sua seleção anterior em 2005. O treinador da equipe da Conferência Leste foi Doc Rivers, técnico do Boston Celtics. Esta foi a segunda vez que Rivers foi selecionado, após sua seleção anterior em 2008.

### Jogadoras

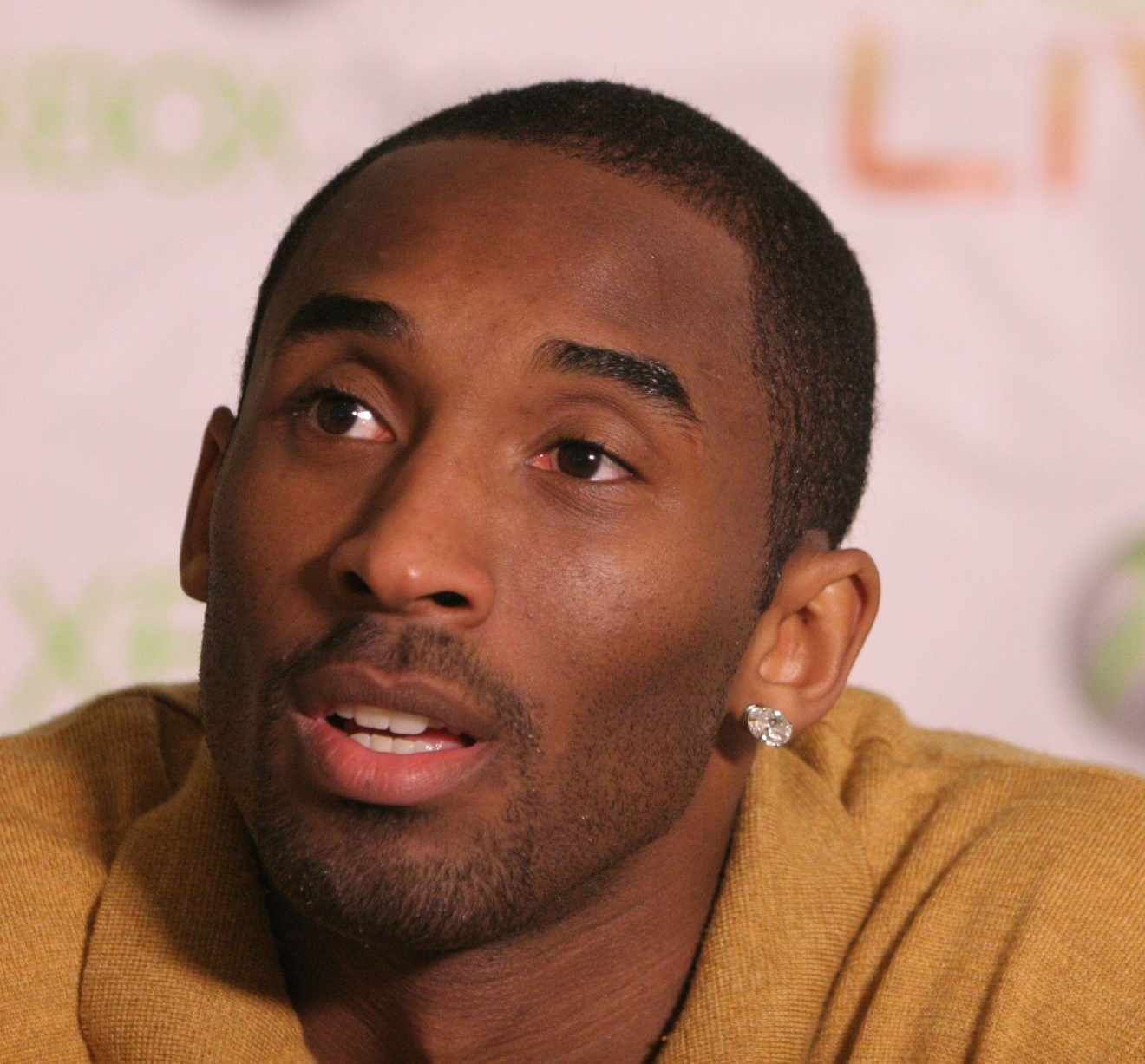
Kobe Bryant recebeu o maior número de votos com mais de 2,3 milhões.

Os elencos são escolhidos de duas maneiras. Os titulares foram selecionados através de uma votação dos fãs. Dois armadores, dois alas e um pivô que receberam o maior número de votos foram nomeados os titulares. Os reservas foram escolhidos por votos entre os treinadores principais da NBA em suas respectivas conferências. Os treinadores não podiam votar em seus próprios jogadores. Os reservas consistem em dois armadores, dois alas, um pivô e dois jogadores independentemente da posição. Se um jogador não pudesse participar devido a uma lesão, o comissário selecionaria um substituto.
Kobe Bryant, do Los Angeles Lakers, liderou a votação do All-Star Game com 2.380.016 votos, o que lhe garantiu uma posição de titular na equipe da Conferência Oeste. Carmelo Anthony, Kevin Durant, Chris Paul e Yao Ming completaram as posições de titular. Anthony, Duncan e Bryant foram todos titulares do Oeste no ano anterior. Os reservas da Conferência Oeste incluíram três seleções pela primeira vez: o novato Blake Griffin, Kevin Love e Russell Westbrook. Griffin se tornou o primeiro novato desde Yao Ming a jogar no All-Star Game.
O jogador mais votado da Conferência Leste foi Dwight Howard com 2.099.204 votos. LeBron James, Derrick Rose, Amar'e Stoudemire e Dwyane Wade completaram as posições de titulares. Howard, juntamente com os companheiros de equipe do Miami Heat, James e Wade, foram todos titulares do Leste no ano anterior. Os reservas da Conferência Leste incluíram quatro jogadores do Boston Celtics: Ray Allen, Kevin Garnett, Paul Pierce e Rajon Rondo. Al Horford, Rondo e Rose foram selecionados para o All-Star Game pela segunda vez.
Yao Ming não pôde participar do jogo devido a uma lesão; ele foi substituído por Kevin Love, selecionado pelo comissário da NBA, David Stern. O treinador da Conferência Oeste, Gregg Popovich, escolheu Tim Duncan para substituir Yao na escalação inicial.

### Elencos
| Pos.                                   | Jogador           | Time            | Número de seleções | Votos totais |
| Titulares                              | Titulares         | Titulares       | Titulares          | Titulares    |
| -------------------------------------- | ----------------- | --------------- | ------------------ | ------------ |
| G                                      | Derrick Rose      | Chicago Bulls   | 2º                 | 1,914,996    |
| G                                      | Dwyane Wade       | Miami Heat      | 7º                 | 2,048,175    |
| F                                      | LeBron James      | Miami Heat      | 7º                 | 2,053,011    |
| F                                      | Amar'e Stoudemire | New York Knicks | 6º                 | 1,674,995    |
| C                                      | Dwight Howard     | Orlando Magic   | 5º                 | 2,099,204    |
| Reservas                               |                   |                 |                    |              |
| G                                      | Ray Allen         | Boston Celtics  | 10º                | —            |
| F                                      | Chris Bosh        | Miami Heat      | 6º                 | —            |
| F                                      | Kevin Garnett     | Boston Celtics  | 14º                | —            |
| C                                      | Al Horford        | Atlanta Hawks   | 2º                 | —            |
| G                                      | Joe Johnson       | Atlanta Hawks   | 5º                 | —            |
| F                                      | Paul Pierce       | Boston Celtics  | 9º                 | —            |
| G                                      | Rajon Rondo       | Boston Celtics  | 2º                 | —            |
| Treinador: Doc Rivers (Boston Celtics) |                   |                 |                    |              |

| Pos.                                          | Jogador           | Time                   | Número de seleções | Votos totais |
| Titulares                                     | Titulares         | Titulares              | Titulares          | Titulares    |
| --------------------------------------------- | ----------------- | ---------------------- | ------------------ | ------------ |
| G                                             | Chris Paul        | New Orleans Hornets    | 4º                 | 1,281,591    |
| G                                             | Kobe Bryant       | Los Angeles Lakers     | 13º                | 2,380,016    |
| F                                             | Carmelo Anthony   | Denver Nuggets         | 4º                 | 1,299,849    |
| F                                             | Kevin Durant      | Oklahoma City Thunder  | 2º                 | 1,736,728    |
| C                                             | Yao Ming          | Houston Rockets        | 8º                 | 1,146,426    |
| Reservas                                      |                   |                        |                    |              |
| C                                             | Tim Duncan        | San Antonio Spurs      | 13º                | —            |
| F                                             | Pau Gasol         | Los Angeles Lakers     | 4º                 | —            |
| G                                             | Manu Ginóbili     | San Antonio Spurs      | 2º                 | —            |
| F                                             | Blake Griffin     | Los Angeles Clippers   | 1º                 | —            |
| F                                             | Kevin Love        | Minnesota Timberwolves | 1º                 | —            |
| F                                             | Dirk Nowitzki     | Dallas Mavericks       | 10º                | —            |
| G                                             | Russell Westbrook | Oklahoma City Thunder  | 1º                 | —            |
| G                                             | Deron Williams    | Utah Jazz              | 2º                 | —            |
| Treinador: Gregg Popovich (San Antonio Spurs) |                   |                        |                    |              |

### Jogo
| 20 de Fevereiro 8:00 p.m. ET | Boxscore | Conferência Leste 143, Conferência Oeste 148                               | Conferência Leste 143, Conferência Oeste 148 | Conferência Leste 143, Conferência Oeste 148                    |  | Staples Center, Los Angeles, California Público: 17,163 Árbitros: * No. 26 Bob Delaney - No. 47 Bennie Adams - No. 7 Kevin Fehr | TNT |
| 20 de Fevereiro 8:00 p.m. ET | Boxscore | Placar por quarto: 27–37, 37–39, 36–41, 43–31                              |                                              |                                                                 |  | Staples Center, Los Angeles, California Público: 17,163 Árbitros: * No. 26 Bob Delaney - No. 47 Bennie Adams - No. 7 Kevin Fehr | TNT |
| 20 de Fevereiro 8:00 p.m. ET | Boxscore | Pts: James, Stoudemire 29 each Rbts: LeBron James 12 Asts: LeBron James 10 |                                              | Pts: Kobe Bryant 37 Rbts: Kobe Bryant 14 Asts: Paul, Williams 7 |  | Staples Center, Los Angeles, California Público: 17,163 Árbitros: * No. 26 Bob Delaney - No. 47 Bennie Adams - No. 7 Kevin Fehr | TNT |

Kobe Bryant, selecionado para seu 13º All-Star Game consecutivo após se tornar o jogador mais votado, marcou 37 pontos, pegou 14 rebotes e conseguiu três roubos de bola, ganhando seu quarto prêmio de MVP do All-Star Game, igualando Bob Pettit com o maior número de prêmios de MVP. LeBron James registrou o segundo triplo-duplo na história do All-Star Game com 29 pontos, 12 rebotes e 10 assistências.

## All-Star Weekend

### T-Mobile Desafio dos Novatos
O T-Mobile Desafio dos Novatos apresentou uma equipe de jogadores de destaque do primeiro ano ('Rookies') contra uma equipe de jogadores de destaque do segundo ano ('Sophomores'). O jogo foi dividido em dois tempos de vinte minutos, semelhante ao basquete universitário. Os jogadores participantes foram escolhidos por votação entre os assistentes técnicos da liga. A equipe de Novatos incluiu cinco das dez primeiras escolhas do draft da NBA de 2010: DeMarcus Cousins, Derrick Favors, Wesley Johnson, Greg Monroe e John Wall. Blake Griffin, a primeira escolha geral de 2009, que perdeu a temporada de 2009-10 devido a uma lesão, também foi selecionado para a equipe de novatos. A equipe dos Jogadores do Segundo Ano contou com seis jogadores que jogaram no ano anterior: DeJuan Blair, Stephen Curry, Tyreke Evans, Taj Gibson, James Harden e Brandon Jennings. No entanto, Evans foi posteriormente substituído por Harden devido a uma lesão.
Os treinadores principais das equipes de Novatos e Segundanistas foram os assistentes principais das comissões técnicas do All-Star Game, Mike Budenholzer, do San Antonio Spurs, e Lawrence Frank, do Boston Celtics. Eles foram assistidos por dois All-Stars e dois veteranos que atuaram como treinadores assistentes: Carmelo Anthony, Amar'e Stoudemire, Steve Kerr e Kevin McHale. Budenholzer, McHale e Stoudemire treinaram a equipe de Novatos, enquanto Frank, Anthony e Kerr treinaram a equipe de Jogadores do Segundo Ano.
Os Novatos derrotaram os Segundanistas por 148 a 140, ampliando sua série de vitórias para dois jogos consecutivos. John Wall, dos Novatos, que marcou 12 pontos e registrou um recorde de 22 assistências, foi nomeado MVP. Ele foi acompanhado por seu ex-companheiro de equipe na Universidade de Kentucky, DeMarcus Cousins, que marcou 33 pontos, o maior número do jogo, e pegou 14 rebotes. James Harden, que nasceu em Los Angeles, liderou os Segundanistas com 30 pontos, enquanto DeJuan Blair contribuiu com 28 pontos e pegou 15 rebotes, o maior número do jogo.
Blake Griffin, dos Novatos, que também participou do concurso de enterradas e do All-Star Game, jogou apenas 13 minutos e marcou 14 pontos. Ambas as equipes começaram o primeiro tempo forte, com os Novatos tendo apenas uma vantagem de 2 pontos no intervalo. O jogo permaneceu equilibrado no segundo tempo, e os Novatos acabaram saindo com a vitória.
| G                                               | Eric Bledsoe     | Los Angeles Clippers   |
| C                                               | DeMarcus Cousins | Sacramento Kings       |
| F                                               | Derrick Favors   | New Jersey Nets        |
| G                                               | Landry Fields    | New York Knicks        |
| F                                               | Blake Griffin    | Los Angeles Clippers   |
| G                                               | Wesley Johnson   | Minnesota Timberwolves |
| C                                               | Greg Monroe      | Detroit Pistons        |
| G                                               | Gary Neal        | San Antonio Spurs      |
| G                                               | John Wall        | Washington Wizards     |
| Treinador: Mike Budenholzer (San Antonio Spurs) |                  |                        |
| Assistente: Amar'e Stoudemire (New York Knicks) |                  |                        |
| Assistente: Kevin McHale                        |                  |                        |

| C                                            | DeJuan Blair     | San Antonio Spurs      |
| G                                            | Stephen Curry    | Golden State Warriors  |
| G                                            | Tyreke Evans     | Sacramento Kings       |
| G                                            | DeMar DeRozan    | Toronto Raptors        |
| F                                            | Taj Gibson       | Chicago Bulls          |
| G                                            | James Harden     | Oklahoma City Thunder  |
| G                                            | Jrue Holiday     | Philadelphia 76ers     |
| F/C                                          | Serge Ibaka      | Oklahoma City Thunder  |
| G                                            | Brandon Jennings | Milwaukee Bucks        |
| G                                            | Wesley Matthews  | Portland Trail Blazers |
| Treinador: Lawrence Frank (Boston Celtics)   |                  |                        |
| Assistente: Carmelo Anthony (Denver Nuggets) |                  |                        |
| Assistente: Steve Kerr                       |                  |                        |

| 18 de Fevereiro 9:00 p.m. ET |                                                | Novatos 148, Segundanistas 140 | Novatos 148, Segundanistas 140              | Novatos 148, Segundanistas 140 |  | Staples Center, Los Angeles, California Público: 17,163 Árbitros: * No. 53 Mark Lindsay - No. 74 Curtis Blair - No. 45 Brian Forte | TNT |
| 18 de Fevereiro 9:00 p.m. ET | Placar por quarto: 71–69, 77–71                |                                |                                             |                                |  | Staples Center, Los Angeles, California Público: 17,163 Árbitros: * No. 53 Mark Lindsay - No. 74 Curtis Blair - No. 45 Brian Forte | TNT |
| 18 de Fevereiro 9:00 p.m. ET | Pts: Cousins 33 Rbts: Cousins 14 Asts: Wall 22 |                                | Pts: Harden 30 Rbts: Blair 15 Asts: Curry 8 |                                |  | Staples Center, Los Angeles, California Público: 17,163 Árbitros: * No. 53 Mark Lindsay - No. 74 Curtis Blair - No. 45 Brian Forte | TNT |

### Sprite Concurso de Enterradas
Em 5 de janeiro de 2011, os quatro participantes do concurso de enterradas foram anunciados. Blake Griffin, JaVale McGee, Serge Ibaka e Brandon Jennings foram escolhidos para participar. Em 20 de janeiro, foi anunciado que DeMar DeRozan substituiria Jennings devido a uma lesão no pé. Para esta edição, os participantes também foram providos de um 'treinador de enterradas': Griffin foi orientado por Kenny Smith, McGee foi emparelhado com Chris Webber, Ibaka teve Kevin Durant, seu companheiro de equipe, como mentor, e DeRozan foi emparelhado com Darryl Dawkins como seu mentor.
Durante a primeira rodada, McGee fez duas enterradas com pontuação perfeita, incluindo uma enterrada em que ele entrou com três bolas de basquete ao mesmo tempo, garantindo sua vaga na final. Griffin, que marcou um total de 95 pontos na primeira rodada, também avançou para a final. Na segunda rodada, McGee e Griffin realizaram suas duas enterradas, mas Griffin ganhou com 68% dos votos dos fãs depois de enterrar sobre o capô de um carro, com a assistência de Baron Davis.
| Pos. | Jogador              | Equipe                | Altura | Peso | Primeiro round | Primeiro round | Primeiro round | Rodada final |
| Pos. | Jogador              | Equipe                | Altura | Peso | 1ª enterrada   | 2ª enterrada   | Total          | Votos        |
| ---- | -------------------- | --------------------- | ------ | ---- | -------------- | -------------- | -------------- | ------------ |
| F    | Blake Griffin        | Los Angeles Clippers  | 6–10   | 251  | 49             | 46             | 95             | 68%          |
| C    | JaVale McGee         | Washington Wizards    | 7–0    | 252  | 50             | 49             | 99             | 32%          |
| G/F  | DeMar DeRozan        | Toronto Raptors       | 6–7    | 220  | 44             | 50             | 94             | –            |
| F    | Serge Ibaka          | Oklahoma City Thunder | 6–10   | 235  | 45             | 45             | 90             | –            |
| G    | Brandon Jennings INJ | Milwaukee Bucks       | 6–1    | 169  | -              | -              | -              | -            |

### Foot Locker Concurso de três pontos
No Foot Locker concurso de três pontos participaram seis jogadores: o campeão defensor Paul Pierce, competindo contra seu colega de Celtics, Ray Allen, Kevin Durant, Daniel Gibson, James Jones e Dorell Wright. Jones venceu o concurso com uma pontuação de 20 pontos na rodada final, superando Pierce com 18 pontos e Allen com 15 pontos.
| Pos. | Jogador       | Equipe                | Altura | Peso | Primeiro round | Rodada final |
| ---- | ------------- | --------------------- | ------ | ---- | -------------- | ------------ |
| F    | James Jones   | Miami Heat            | 6–8    | 215  | 16             | 20           |
| F    | Paulo Pierce  | Boston Celtics        | 6–7    | 235  | 12             | 18           |
| G    | Ray Allen     | Boston Celtics        | 6–5    | 205  | 20             | 15           |
| F    | Dorell Wright | Golden State Warriors | 6–9    | 210  | 11             | –            |
| G    | Daniel Gibson | Cleveland Cavaliers   | 6–2    | 200  | 7              | –            |
| F    | Kevin Durant  | Oklahoma City Thunder | 6–9    | 230  | 6              | –            |

### Taco Bell Desafio de Habilidades
O Taco Bell Desafios de Habilidades foi disputado por cinco jogadores. Chris Paul, que já havia participado três vezes, foi automaticamente selecionado para participar. Ele competiu contra Stephen Curry, Derrick Rose, John Wall e Russell Westbrook, que foram votados pelos fãs a partir de um grupo de 8 candidatos. Neste concurso, os participantes tinham que completar um "circuito de obstáculos" que consistia em estações de dribles, passes e arremessos. O competidor que terminasse o curso com o tempo mais rápido ganhava. Todos os participantes tiveram que cumprir com as regras básicas de controle de bola da NBA enquanto completavam o curso. Curry venceu o evento com 28,2 segundos na rodada final, superando Westbrook, que terminou com 44,2 segundos.
| Pos. | Jogador           | Equipe                | Altura | Peso | Primeiro round | Rodada final |
| ---- | ----------------- | --------------------- | ------ | ---- | -------------- | ------------ |
| G    | Stephen Curry     | Golden State Warriors | 6–3    | 185  | 34.1           | 28.2         |
| G    | Russell Westbrook | Oklahoma City Thunder | 6–3    | 187  | 30,0           | 44,2         |
| G    | Derrick Rose      | Chicago Bulls         | 6–3    | 190  | 35,7           |              |
| G    | João Muralha      | Washington Wizards    | 6–4    | 195  | 39,3           |              |
| G    | Chris Paulo       | New Orleans Hornets   | 6–0    | 175  | 42,7           |              |

### BBVA Jogo das Celebridades
O BBVA Jogo das Celebridades contou com duas equipes compostas por ex-jogadores da NBA e WNBA, atores, comediantes, cantores, celebridades e outros. O jogo foi dividido em quatro quartos de oito minutos cada. Os treinadores principais foram os membros do Hall da Fama, Bill Walton e Magic Johnson. Seus assistentes foram os comediantes Ty Burrell e Jason Alexander. Cada equipe contou com "gerentes gerais" fictícios que simularam ter escolhido o time.
O MVP do jogo foi escolhido por votação da audiência através de mensagens de texto. No final do jogo, Justin Bieber foi anunciado como o MVP. Bieber marcou oito pontos, pegou dois rebotes e distribuiu quatro assistências. O lendário jogador da NBA, Chris Mullin, disse sobre Bieber: "Ele tem um jogo interessante... mas, mais importante, ele tem uma grande paixão. Parece que ele ama o jogo."
| Nome                                         | Ocupação          |
| -------------------------------------------- | ----------------- |
| Justin Bieber                                | Cantor            |
| Swin Cash                                    | Jogadora da WNBA  |
| Rick Fox                                     | Ex-jogador da NBA |
| A.C. Green                                   | Ex-jogador da NBA |
| Rob Kardashian                               | Modelo            |
| Zachary Levi                                 | Ator              |
| Romeo Miller                                 | Ator              |
| Jalen Rose                                   | Ex-jogador da NBA |
| Trey Songz                                   | Cantor            |
| Treinador: Magic Johnson                     |                   |
| Assistente: Ty Burrell (ator)                |                   |
| General manager: Jimmy Kimmel (apresentador) |                   |

| Nome                                      | Ocupação               |
| ----------------------------------------- | ---------------------- |
| Nick Cannon                               | TV personality/actor   |
| Tamika Catchings                          | Jogadora da WNBA       |
| Common                                    | Cantor                 |
| Arne Duncan                               | Secretário de Educação |
| Chris Mullin                              | Ex-jogador da NBA      |
| Scottie Pippen                            | Ex-jogador da NBA      |
| Michael Rapaport                          | entertainer/actor      |
| Mitch Richmond                            | Ex-jogador da NBA      |
| Jason Sudeikis                            | Ator                   |
| Treinador: Bill Walton                    |                        |
| Assistente: Jason Alexander (ator)        |                        |
| General manager: Bill Simmons (colunista) |                        |